# Liste der Naturdenkmale in Vellmar
Die Liste der Naturdenkmale in Vellmar nennt die auf dem Gebiet der Stadt Vellmar im Landkreis Kassel in Hessen gelegenen Naturdenkmale. Dies sind gegenwärtig Bäume an 4 Standorten sowie das Flächenhafte Naturdenkmal „Dreiangel“.

## Bäume
| Bild                          | Bezeichnung                         | Ortsteil, Lage                                 | Beschreibung | Art                             | Nr.      |
| ----------------------------- | ----------------------------------- | ---------------------------------------------- | --- | ------------------------------- | -------- |
| mehr Fotos \| Fotos hochladen | 1 Kastanie                          | Frommershausen 51° 21′ 53,7″ N, 9° 28′ 28,3″ O | Rosskastanie in der Ortsmitte von Frommershausen. Der Baum flankiert das Portal der Kirche. Stammumfang: 3,25 m Höhe: 19 m Pflanzjahr: ca. 1905 OSM-Link zur Kartendarstellung: Kastanie an der Kirche in Frommershausen | Aesculus hippocastanum          | 6.33.801 |
| mehr Fotos \| Fotos hochladen | Lindengruppe „Tanzeplatz“ (Rondell) | Frommershausen 51° 22′ 3,8″ N, 9° 28′ 57″ O    | Winterlinden am nordöstlicher Ortsrand von Frommershausen. Die Bäume stehen kreisförmig an der Simmershäuser Straße, in der parkartigen Grünfläche Tanzeplatz. Es handelt sich um 8 Bäume, 7 alte und eine junge Nachpflanzung. Ebenfalls in den Baumkreis integriert ist ein Gedenkstein, der an das 100-jährige Jubiläum des Gesangsvereins 1889 Frommershausen erinnert. Stammumfang: 1,50 – 2,20 m Höhe: bis 18 m Pflanzjahr: ca. 1945 OSM-Link zur Kartendarstellung: Die südlichste Linde der Baumgruppe in Frommershausen                                      | Tilia cordata                   | 6.33.802 |
| mehr Fotos \| Fotos hochladen | 1 Eiche                             | Obervellmar 51° 21′ 32,8″ N, 9° 27′ 52,5″ O    | Stieleiche am südwestlichen Ortsrand von Obervellmar. Standort ist eine kleine Parkanlage „In der Aue“ zwischen Festplatz und der vielbefahrenen Holländischen Straße. Nördlich des Baumes liegt das Neubaugebiet an der Parkstraße. Stammumfang: 5,50 m Höhe: 29 m Pflanzjahr: ca. 1755 OSM-Link zur Kartendarstellung: Eiche beim Festplatz in Obervellmar | Quercus robur                   | 6.33.804 |
| mehr Fotos \| Fotos hochladen | 1 Linde, 1 Eiche                    | Obervellmar 51° 22′ 46,8″ N, 9° 27′ 12,7″ O    | Winterlinde und Stieleiche ca. 1,0 km nördlich des Ortsrandes von Obervellmar. Die beiden Bäume stehen nebeneinander am Verbindungsweg nach Mönchehof, „Am Möncheberg“. Etwa 100 m südlich der Bäume verläuft der Wanderweg Märchenlandweg. Die Linde ist der nördliche der beiden Bäume: Stammumfang: 2,80 m Höhe: 17 m Pflanzjahr: ca. 1905 OSM-Link zur Kartendarstellung: Winterlinde bei Obervellmar Die Eiche ist der südliche der beiden Bäume: Stammumfang: 3,40 m Höhe: 17 m Pflanzjahr: ca. 1905 OSM-Link zur Kartendarstellung: Stieleiche bei Obervellmar | Tilia cordata und Quercus robur | 6.33.805 |

## Flächenhafte Naturdenkmale
| Bild           | Bezeichnung | Ortsteil, Lage                                | Beschreibung | Nr.      |
| -------------- | ----------- | --------------------------------------------- | --- | -------- |
| weitere Bilder | Dreiangel   | Niedervellmar 51° 21′ 58,3″ N, 9° 29′ 40,8″ O | Gehölzinsel ca. 700 m östlich des Ortsrandes von Frommershausen. Zum Baumbestand gehören alte Silberweiden. Zwischen den Bäumen gibt es kleine Tümpel, die teilweise nur temporär Wasser beinhalten. Fläche: ca. 1,03 ha OSM-Link zur Kartendarstellung: Gehölzinsel „Dreiangel“ | 6.33.803 |